# 5125 Okushiri
Az 5125 Okushiri (ideiglenes jelöléssel 1989 CN1) a Naprendszer kisbolygóövében található aszteroida. Ueda Szeidzsi és Kaneda Hirosi fedezte fel 1989. február 10-én.